# Maxey-sur-Vaise
Maxey-sur-Vaise település Franciaországban, Meuse megyében. Lakosainak száma 281 fő (2022. január 1.). Maxey-sur-Vaise Burey-en-Vaux, Amanty, Champougny, Épiez-sur-Meuse, Sepvigny és Taillancourt községekkel határos.

## Népesség
A település népességének változása:
| Lakosok száma | 373  | 330  | 293  | 310  | 312  | 312  | 293  | 288  | 285  | 281  |
|               | 1968 | 1982 | 1990 | 2006 | 2013 | 2015 | 2017 | 2019 | 2020 | 2022 |